# زي تيودورو
زي تيودورو (بالبرتغالية: Zé Teodoro) هو لاعب كرة قدم ومدرب كرة قدم برازيلي في مركز الدفاع، ولد في 22 نوفمبر 1963 في أنابوليس في البرازيل. لعب مع أتلتيكو براغانتينو ونادي ساو باولو ونادي غواراني ونادي غوياس ونادي فلومينينسي ونادي كريسيوما.

## وصلات خارجية
- زي تيودورو على موقع قاعدة بيانات كرة القدم.إي يو (الإنجليزية)